# Tour de France 2014 – 15. etap
15. etap kolarskiego wyścigu Tour de France 2014 odbył się 20 lipca. Start etapu miał miejsce w miejscowości Tallard, zaś meta w Nîmes. Etap liczył 222 kilometry.
Zwycięzcą etapu został norweski kolarz Alexander Kristoff. Drugie miejsce zajął Australijczyk Heinrich Haussler, a trzecie Słowak Peter Sagan.

## Premie
Na 15. etapie były następujące premie:
| Rodzaj | Rodzaj | Miejscowość/ Miejsce   | Kilometry (od startu) | Kilometry (do mety) |
| ------ | ------ | ---------------------- | --------------------- | ------------------- |
|        | Lotna  | Saint-Rémy-de-Provence | 175,5 km              | 46,5 km             |

### Wyniki
| Lotna – Saint-Rémy-de-Provence |                  |        |        |
| Miejsce                        | Zawodnik         | Zespół | Punkty |
| 1.                             | Martin Elmiger   | IAM    | 20     |
| 2.                             | Jack Bauer       | GRS    | 17     |
| 3.                             | Bryan Coquard    | EUC    | 15     |
| 4.                             | Mark Renshaw     | OPQ    | 13     |
| 5.                             | Peter Sagan      | CAN    | 11     |
| 6.                             | Sylvain Chavanel | IAM    | 10     |
| 7.                             | Elia Viviani     | CAN    | 9      |
| 8.                             | Andrij Hrywko    | AST    | 8      |
| 9.                             | Maciej Bodnar    | CAN    | 7      |
| 10.                            | Amaël Moinard    | BMC    | 6      |
| 11.                            | Maksim Iglinski  | AST    | 5      |
| 12.                            | Michael Schär    | BMC    | 4      |
| 13.                            | Dmitrij Gruzdiew | AST    | 3      |
| 14.                            | Bartosz Huzarski | TNE    | 2      |
| 15.                            | Marcus Burghardt | BMC    | 1      |

## Wyniki etapu
| Miejsce | Zawodnik             | Państwo       | Zespół                               | Czas       | Punkty |
| ------- | -------------------- | ------------- | ------------------------------------ | ---------- | ------ |
| 1.      | Alexander Kristoff   | Norwegia      | Team Katusha                         | 4h 56' 43" | 45     |
| 2.      | Heinrich Haussler    | Australia     | IAM Cycling                          | +0"        | 35     |
| 3.      | Peter Sagan          | Słowacja      | Cannondale Pro Cycling               | +0"        | 30     |
| 4.      | André Greipel        | Niemcy        | Lotto-Belisol                        | +0"        | 26     |
| 5.      | Mark Renshaw         | Australia     | Omega Pharma-Quick-Step Cycling Team | +0"        | 22     |
| 6.      | Bryan Coquard        | Francja       | Team Europcar                        | +0"        | 20     |
| 7.      | Ramūnas Navardauskas | Litwa         | Garmin-Sharp                         | +0"        | 18     |
| 8.      | Romain Feillu        | Francja       | Bretagne-Séché Environnement         | +0"        | 16     |
| 9.      | Michael Albasini     | Szwajcaria    | Orica GreenEDGE                      | +0"        | 14     |
| 10.     | Jack Bauer           | Nowa Zelandia | Garmin-Sharp                         | +0"        | 12     |
| 11.     | Marcel Kittel        | Niemcy        | Team Giant-Shimano                   | +0"        | 10     |
| 12.     | Bernhard Eisel       | Austria       | Team Sky                             | +0"        | 8      |
| 13.     | Samuel Dumoulin      | Francja       | Ag2r-La Mondiale                     | +0"        | 6      |
| 14.     | José Joaquín Rojas   | Hiszpania     | Movistar Team                        | +0"        | 4      |
| 15.     | Niki Terpstra        | Holandia      | Omega Pharma-Quick-Step Cycling Team | +0"        | 2      |
| 16.     | Martin Elmiger       | Szwajcaria    | IAM Cycling                          | +0"        | —      |
| 17.     | Jürgen Roelandts     | Belgia        | Lotto-Belisol                        | +0"        | —      |
| 18.     | Nélson Oliveira      | Portugalia    | Lampre-Merida                        | +0"        | —      |
| 19.     | Cyril Lemoine        | Francja       | Cofidis, Solutions Crédits           | +0"        | —      |
| 20.     | Greg Van Avermaet    | Belgia        | BMC Racing Team                      | +0"        | —      |

## Klasyfikacje po 15. etapie

### Klasyfikacja generalna
| Miejsce | Zawodnik               | Państwo           | Zespół                  | Czas        |
| ------- | ---------------------- | ----------------- | ----------------------- | ----------- |
|         | Vincenzo Nibali        | Włochy            | Astana Pro Team         | 66h 49' 37" |
| 2.      | Alejandro Valverde     | Hiszpania         | Movistar Team           | +4' 37"     |
| 3.      | Romain Bardet          | Francja           | Ag2r-La Mondiale        | +4' 50"     |
| 4.      | Thibaut Pinot          | Francja           | FDJ.fr                  | +5' 06"     |
| 5.      | Tejay van Garderen     | Stany Zjednoczone | BMC Racing Team         | +5' 49"     |
| 6.      | Jean-Christophe Péraud | Francja           | Ag2r-La Mondiale        | +6' 08"     |
| 7.      | Bauke Mollema          | Holandia          | Belkin Pro Cycling Team | +8' 33"     |
| 8.      | Leopold König          | Czechy            | Team NetApp-Endura      | +9' 32"     |
| 9.      | Laurens ten Dam        | Holandia          | Belkin Pro Cycling Team | +10' 01"    |
| 10.     | Pierre Rolland         | Francja           | Team Europcar           | +10' 48"    |

### Klasyfikacja punktowa
| Miejsce | Zawodnik           | Państwo   | Zespół                               | Punkty   |
| ------- | ------------------ | --------- | ------------------------------------ | -------- |
|         | Peter Sagan        | Słowacja  | Cannondale Pro Cycling               | 402 pkt. |
| 2.      | Bryan Coquard      | Francja   | Team Europcar                        | 226 pkt. |
| 3.      | Alexander Kristoff | Norwegia  | Team Katusha                         | 217 pkt. |
| 4.      | Marcel Kittel      | Niemcy    | Team Giant-Shimano                   | 177 pkt. |
| 5.      | Mark Renshaw       | Australia | Omega Pharma-Quick-Step Cycling Team | 153 pkt. |

### Klasyfikacja górska
| Miejsce | Zawodnik           | Państwo   | Zespół            | Punkty  |
| ------- | ------------------ | --------- | ----------------- | ------- |
|         | Joaquim Rodríguez  | Hiszpania | Joaquim Rodríguez | 88 pkt. |
| 2.      | Rafał Majka        | Polska    | Tinkoff-Saxo      | 88 pkt. |
| 3.      | Vincenzo Nibali    | Włochy    | Astana Pro Team   | 86 pkt. |
| 4.      | Thibaut Pinot      | Francja   | FDJ.fr            | 49 pkt. |
| 5.      | Alejandro Valverde | Hiszpania | Movistar Team     | 40 pkt. |

### Klasyfikacja młodzieżowa
| Miejsce | Zawodnik           | Państwo   | Zespół                               | Czas        |
| ------- | ------------------ | --------- | ------------------------------------ | ----------- |
|         | Romain Bardet      | Francja   | Ag2r-La Mondiale                     | 66h 54' 27" |
| 2.      | Thibaut Pinot      | Francja   | FDJ.fr                               | +16"        |
| 3.      | Michał Kwiatkowski | Polska    | Omega Pharma-Quick-Step Cycling Team | +14' 34"    |
| 4.      | Tom Dumoulin       | Holandia  | Team Giant-Shimano                   | +47' 46"    |
| 5.      | Jon Izagirre       | Hiszpania | Movistar Team                        | +1h 23' 21" |

### Klasyfikacja drużynowa
| Miejsce | Zespół                  | Państwo         | Czas         |
| ------- | ----------------------- | --------------- | ------------ |
|         | Ag2r-La Mondiale        | Francja         | 200h 46' 47" |
| 2.      | Belkin Pro Cycling Team | Holandia        | +12' 42"     |
| 3.      | Team Sky                | Wielka Brytania | +38' 32"     |
| 4.      | Astana Pro Team         | Kazachstan      | +46' 10"     |
| 5.      | Movistar Team           | Hiszpania       | +47' 44"     |